# May Hariri
Maio Hariri (do Árabe: مي حريري) (Líbano, 15 de janeiro de 1968) é uma atriz e cantora libanesa de uma família muçulmana xiita no Sul do Líbano. Ela é a ex-mulher do cantor Melhem Barakat.
Como a maioria dos adolescentes, pode, em uma idade jovem foi atraído para as artes, e, especialmente, para se tornar uma estrela pop. Enquanto a vida teve um caminho diferente definido para ela, May manteve seu sonho na mente e no momento certo, ela se aventurou com toda sua força para alcançar seu objetivo de vida. Com o lançamento do vídeo primeira música,  May Hariri lançou ao Mundo árabe uma combinação de conceitos selvagens, sensual e encantadora com o clipe de seu single de estréia "Ha Sahhar Ouyounou". O vídeo da música foi cheia de idéias surpreendentes e corajoso que boquiabertos os fãs e da mídia também. Muitos líderes de opiniões do Líbano na indústria da música, como o estimado Melhem Barakat e Simon Asmar manifestaram seu apoio e confiança no trabalho de May. Melhem Barakat ainda acrescentou os seus próprios efeitos vocais para uma das faixas do seu álbum. Caminhando a estrada de tijolos de fama, e já captura a platéia com sua beleza, sensualidade e ferocidade, May Hariri vai dar a seus fãs uma voz doce e super desempenho. Em maio de 2007 Hariri começou sua primeira linha de jóias no Kuwait.
O estrelato, o que pode alcançado em um período sem precedentes de tempo curto, foi refletido através do grande número de todos os festivais e turnês de sucesso se apresentou em seu primeiro ano.